# Globe, Arizona
Globe är en stad (city) i Gila County, i delstaten Arizona, USA. Enligt United States Census Bureau har staden en folkmängd på 7 474 invånare (2011) och en landarea på 47,1 km². Globe  är administrativ huvudort (county seat) i Gila County.